# 아드린다 (충돌구)

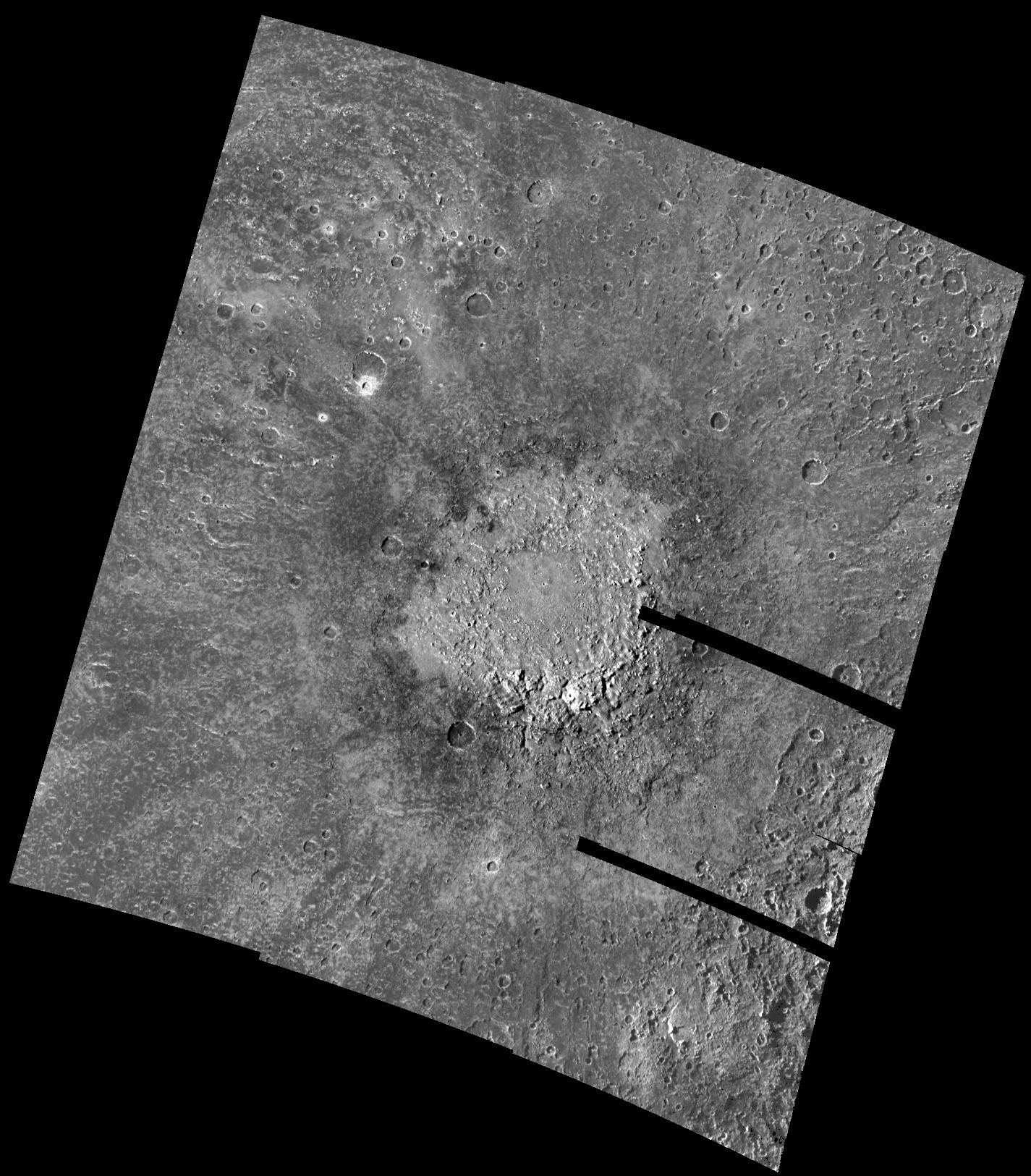
사진의 가운데에는 로픈 충돌구가 위치해 있다. 사진 왼쪽 위 가장자리에, 아드린다 다환 충돌구가 간신히 보인다.

아드린다(영어: Adlinda)는 목성의 위성인 칼리스토의 세 번째로 큰 다환 충돌구이며, 지름은 약 1000 km 가량이다. 아드린다는 칼리스토의 남반구에 위치해 있다. 이름은 이누이트 신화에서 따와 명명되었다.
상대적으로 젊고 큰 로픈 충돌구는 아드린다 위에 겹쳐져 있다. 충돌구로부터의 밝은 퇴적물들은 아드린다 표면의 30% 가량을 덮었고, 상세한 연구에 어려움을 주고 있다. 로픈 충돌구는 넓게 펴진 충돌구의 예시이다.